# Патентний пошук
Патентний пошук (дослідження) — вивчення масиву охоронних документів різних країн та відкритих джерел наукової і технічної інформації з метою виявлення серед них опису технічного рішення, аналогічного зробленому чи дослідженому. Окремим видом досліджень є пошук ідентичних та схожих товарних знаків. 

## Загальна характеристика
Патентно-інформаційний пошук (ПІП) – обов'язковий етап інженерної діяльності або наукового дослідження, при якому здійснюється процес пошуку в патентних фондах документів, що відповідають темі запиту. Також, ПІП є обов'язковим під час розробки і ухвалення бізнесових рішень, що дозволяє уникати або мінімізувати втрати які будуть понесені внаслідок порушення прав інтелектуальної власності інших осіб.
Патентно-інформаційний пошук здійснюється за допомогою інформаційно-пошукових систем і виконується вручну або з використанням спеціалізованого програмного забезпечення. Також можуть залучатися паперові джерела, однак їхня роль знижується по мірі просування різних проектів з оцифровування паперових фондів.
Визначення предмета пошуку починається з визначення цілей і завдань, що стоять перед проектом або роботою в цілому, або окремими їх складовими частинами, аналізу окремих технічних рішень, дібраних із технічної літератури. На основі такого аналізу попередньо формулюють у загальному вигляді найбільш прийнятні технічні рішення, спрямовані на виконання поставлених завдань. Встановлений предмет пошуку повинен бути виражений конкретним пристроєм або способом із зазначенням основних істотних ознак.
При виборі країн, за якими слід проводити пошук, орієнтуються на ті країни й регіони, де ця галузь знаходиться на найбільш високому рівні розвитку. Вивчаючи патенти цих країн, можна найбільш повно ознайомитися з рівнем розвитку техніки в даній галузі.
Глибина пошуку за часом залежить від тієї стадії роботи, по якій ведеться пошук, і від того, з якою метою він ведеться. На стадії планування доцільно розглядати нові описи за останні п'ять або сім років, в інших випадках часовий проміжок рекомендується розширити до двадцяти років. У будь-якому випадку при неможливості самостійної оцінки необхідних критеріїв пошуку рекомендується звернутися до професійних патентних пошуковців.

## Види патентних досліджень
Визначення новизни - дослідження в ході якого визначається майже буквальна ідентичність досліджуваного об'єкта, або його складових іншим об'єктам, які стали загально відомими на дату створення досліджуваного. 
Визначення рівня техніки - дослідження в ході якого визначається очевидність досліджуваного об'єкта в порівнянні із іншими об'єктами, які стали загально відомими на дату створення досліджуваного. При цьому допускається одночасне протиставлення і порівняння із декількома рішеннями, з чого робиться висновок про очевидність. 
Патентна чистота - комплексне дослідження технічного рішення на предмет застосування в ньому захищених об'єктів (винаходів, промислових зразків). Здійснюється при плануванні імпорту або експорту продукції (готової або сировини та матеріалів), налагоджування виробництва, на завершальних етапах розробки нового об'єкту.
Моніторинг - періодичне відслідковування об'єктів інтелектуальної власності з метою виявлення використання, порушення або закінчення терміну охорони. Рекомендована частота проведення моніторингу у випадку винаходів - 1 рік, у випадку товарних знаків - щомісячно, щоквартально.
Пошук ідентичних та схожих товарних знаків - пошук позначень, які 1) можуть завадити реєстрації нового позначення; 2) обмежити захист нового позначення; 3) призвести до розмивання зареєстрованого позначення.

## Етапи патентного пошуку
Постановка задачі - на цьому етапі зацікавлена сторона (замовник, розробник, винахідник, експортер, імпортер тощо) має разом із фахівцем з інтелектуальної власності, патентним повіреним чи корпоративним патентознавцем сформулювати питання які виносяться на пошук і будуть остаточно сформульовані із патентним пошуковцем. На цьому етапі пристрій чи технологія розбирається на окремі елементи, які можуть бути захищені та виявлені в результаті пошуку.
Розробка стратегії пошуку - елементи пристроїв чи технологій, які досліджуються мають бути виражені ключовими словами, класифікаційними індексами, іншими пошуковими засобами, їх комбінуванням, які можуть бути використані в ході дослідження. Стратегія повинна бути узгоджена із зацікавленою стороною. Також, проводиться оцінка рівня достовірності результатів дослідження та розробка заходів спрямованих на її поліпшення.
Вибір джерел інформації - підбір адекватних пошукових ресурсів, таким чином щоб привести витрати часу, вартість та достовірність результатів дослідження до прийнятного для зацікавленої сторони.
Проведення пошуку - полягає у виконанні пошукових запитів, отримуванні та систематизації і уніфікації результатів, якщо вони були отримані з різних джерел.
Аналіз результатів пошуку дає чітке уявлення про новизну та неочевидність винаходу, можливість використання технічного рішення, наявність захищених технічних рішень.
Надання висновків - відповідь на питання сформульовані зацікавленою стороною, та рекомендації щодо запобігання порушення прав інших осіб. Зазначається оцінюваний рівень достовірності результатів дослідження.

## Патентний пошуковець (ПП)
Фахівець з проведення патентного пошуку (дослідження). Обов'язковою вимогою для патентного пошуковця є досвід роботи в певних галузях, принаймні, наближених до галузі проведення дослідження. Іноді, патентним пошуковцем може бути фахівець з інтелектуальної власності, патентний повірений чи корпоративний патентознавець, якщо вони в достатній мірі володіють пошуковими засобами та іноземними мовами. Звідси, наступні вимоги до ПП - володіння пошуковими засобами та іноземними мовами. Дана вимога зумовлена тим, що жодна пошукова БД нездатна забезпечити адекватні пошукові можливості для усіх галузей техніки. Володіння іноземними мовами, а точніше мовами, якими викладені найбільш релевантні до об'єкту дослідження джерела інформації. Наприклад, якщо об'єктом дослідження є лікарські засоби традиційної китайської медицини, то дуже бажано пошуковцю крім англійської володіти китайською, або, принаймні вміти правильно перекласти текст написаний китайською, або мати особу яка могла б підтвердити адекватність розуміння знайденого джерела інформації. 
Можна виділити наступні критерії кваліфікації ПП: 
- володіння пошуковими засобами;
- знання іноземних мов (принаймні, англійської);
- досвід роботи у галузях, принаймні, наближених до галузі проведення дослідження;
- знання (кваліфікація) в галузі інтелектуальної власності;

## Ресурси патентного пошуку
Існують безкоштовні інтернет-ресурси (бази даних), які можуть допомогти в патентному пошуку за короткий проміжок часу:
- USPTO – повнотекстова база даних патентного відомства США, що налічує кілька мільйонів патентів з 1976 р, які зберігаються в текстовому форматі HTML і графічному форматі TIFF. Патенти з 1790 р до 1976 р зберігаються тільки в графічному форматі.

- Google Patent Search – база даних Google складається з патентів, що містяться в базі USPTO (United States Patent and Trademark Office). Розширений пошук дозволяє здійснювати пошук за такими критеріями, як автор, назва, номер патенту, дата. Є зручна можливість збільшення тексту (zoom) й ілюстрацій патентів. Пошукова система використовує спеціальну технологію розпізнавання тексту на фотографіях, яка дозволяє здійснювати пошук навіть по тексту на відсканованих патентах.

- Canadian Patents Database – пошукова система патентної служби Канади, призначена для пошуку в базі даних канадських патентів. Простий і зручний пошук. Можливе відображення графічних ілюстрацій до патентів. У базі даних понад 1.9 млн. патентів, починаючи з 1869 року.

- Esp@cenet – Європейське патентне відомство (European Patent Office). Нині база містить понад 60 млн. патентних заявок і патентів. Через сайт Європейської патентної організації можна провести пошук патентів по БД: «Worldwide», Європейської патентної організації (EPO), Всесвітньої організації інтелектуальної власності (WIPO).

- База даних «Worldwide» дозволяє шукати інформацію про опубліковані патентні документи з більш ніж 80 країн і регіонів. Це найбільше зібрання документів у Esp@cenet. У базах даних «EP – Esp@cenet» і «WIPO – Esp@cenet» можна знайти патенти опубліковані тільки за останні два роки. На головній сторінці сайту відображається список останніх опублікованих патентів. Пошук у базах даних проводиться англійською мовою, але для гарантії доцільно повторити процедуру пошуку на мові країни, яка зареєструвала патент, так як не у всіх патентах є англійський переклад назви й реферату.

- УКРПАТЕНТ – база даних патентів України. Станом на 1січня 2017 року (з 1992 року) до державних реєстрів внесено 489 029 охоронних документів на ОПВ

- WIPO (World Intellectual Property Organization) – Всесвітня Організація Інтелектуальної Власності. Патентний пошук в БД WIPO здійснюється за допомогою пошукової служби PATENTSCOPE®, яка забезпечує безкоштовний доступ до Міжнародних патентних заявок і національних та регіональних патентних документів. Патентна база даних ВОІВ містить інформацію про більш ніж 1.8 млн. опублікованих міжнародних патентів. На сайті з'явився новий інструмент, який дозволяє шукати не тільки в колекції міжнародних патентних заявок, але й в патентних колекціях Африканської Регіональної Організації Інтелектуальної Власності (ARIPO), Аргентини, Бразилії, Куби, Ізраїлю, Марокко, Мексики, Республіки Корея, Сінгапуру, Південної Африки, Іспанії та В'єтнаму.

- PatentLens – онлайн сервіс патентного пошуку, створений незалежною некомерційною організацією Cambia. Дозволяє пошук патентів із США, Європи, Австралії та ВОІВ. БД містить понад 10 млн. документів.

- WikiPatents – безкоштовна пошукова система патентів, налічує понад 15 млн. патентів. Постійно зростаюча база даних WikiPatents включає патенти і патентні заявки з США, Німеччини, Японії, Великої Британії, Канади, Франції, Іспанії та Швейцарії. Про кожен патент видає коротку інформацію, У ній є швидка навігація по зображеннях патенту, завантаження патентів у різних форматах TXT, RTF (Word), PDF. Відображає на карті місце проживання винахідника. WikiPatents також дозволяє перекладати за допомогою технології Google, коментувати й оцінювати будь-які патенти.

- Surf IP – проект відомства інтелектуальної власності Сінгапуру. Дозволяє вести пошук у патентних базах даних Європейського патентного бюро (EPO), США (USPTO), WIPO, Великої Британії (UK-IPO), Японії (JPO-IPDL), Тайвані (TIPO), Канади (CIPO), Китаю (SIPO), Таїланд (TIPIC), Кореї (KIPO), Сінгапуру (IPOS).

- FreePatentsOnline – пошукова система, що забезпечує швидкий доступ до мільйонів патентів і патентних заявок. Це одна з найпотужніших, швидких і простих систем патентного пошуку в Інтернеті. Freepatentsonline дозволяє здійснювати пошук в БД патентного відомства США, Європейського патентного відомства, Всесвітньої організації інтелектуальної власності і Японському патентному відомстві. Зареєстрованим даються ширші можливості, наприклад, повідомлення про надходження нових патентів. На сайті запущено цікаву систему відображення патентів на карті світу.

- PRIORSMART – це новий безкоштовний ресурс, який забезпечує доступ до більш ніж 60 онлайн патентних баз даних. Дозволяє здійснювати пошук за назвою, рефератом, формулою винаходу, іменем власника патенту, ім'ям винахідника, описом і МПК. Інтерфейс представлений іспанською, англійською, французькою, німецькою, російською, японською, китайською та корейською мовами.
- INTERNET - усі джерела, які будуть знайдені в мережі та можуть бути адекватно зафіксованими із визначеною датою публікації є прийнятними для потреб патентних досліджень.

## Комерційні ресурси патентного пошуку
Derwent World Patents Index - один зі світових лідерів, стандартів, комерційної патентної інформації. Особливості - глибоке опрацювання документів, створення т.з. Derwent abstract, власна класифікація, яка застосовується додатково до міжнародних та національних.
STN-CAS
GenomeQuest - GQ Life Sciences - спеціалізована пошукова система для пошуку біологічних послідовностей.

## Інтернет-ресурси
- PatentScope, WIPO search tool for international and national patent collections.
- WIPO Gold, Search national patent offices including US, Japan, the UK, and others. A free public search tool gateway for WIPO's global collections of searchable IP data."
- Patent Application Information Retrieval (PAIR), the USPTO search engine for patent and patent application file histories displays reasons why patents are issued; search by application number or customer number.
- Seven Step Strategy, USPTO patent search strategy.
- PIUG, Patent Information Users Group, Inc.